# Lukas Klemenz
Lukas Rafael Klemenz (ur. 24 września 1995 w Neu-Ulm) – polski piłkarz, występujący na pozycji obrońcy, od 2024 w polskim klubie GKS Katowice.

## Kariera klubowa
Karierę juniorską rozpoczął w klubie piłkarskim Fortuna Głogówek, jednak po paru spotkaniach został zauważony przez trenera Jarosława Płóciennika i za jego namową przeszedł do klubu Sparta Prudnik, występującego w prudnickiej lidze trampkarzy. Ze Spartą Prudnik zdobył II miejsce na ogólnopolskim turnieju w Poznaniu. Po ponad dwóch latach gry w Sparcie Prudnik powrócił do Fortuny Głogówek. W czasie uczęszczania do gimnazjum występował w Pomologii Prószków.
W 2011 został wypożyczony przez Odrę Opole, w której grał do 2013. W międzyczasie otrzymał powołanie do Reprezentacji Polski U-19, w której rozegrał trzy mecze eliminacji Mistrzostw Europy: przeciwko Hiszpanii, Chorwacji i Grecji.
W 2013 odszedł z Odry do francuskiego klubu Valenciennes FC. W 2015 wrócił do Polski. Grał w Koronie Kielce, GKSie Bełchatów, Olimpii Grudziądz i GKS-ie Katowice. 1 lipca 2018 podpisał kontrakt z Jagiellonią Białystok, do której został sprzedany za 60 tys. euro.
21 stycznia 2019 podpisał półtoraroczny kontrakt z Wisłą Kraków z opcją przedłużenia o kolejny sezon. 22 stycznia 2021 przeniósł się do węgierskiego klubu Honved FC, z którym w sezonie 2022/2023 spadł z węgierskiej ekstraklasy. 21 czerwca 2023 odszedł z klubu, by dwa dni później podpisać obowiązującą do 30 czerwca 2025 umowę z pierwszoligowym Górnikiem Łęczna. Przed sezonem 2024/2025 powrócił po 6 latach przerwy do GKS-u Katowice.

## Statystyki
| Klub                  | Sezon              | Liga               | Liga  | Liga   | Puchar Polski | Puchar Polski | Europa | Europa | Suma  | Suma   |
| Klub                  | Sezon              | Liga               | Mecze | Bramki | Mecze         | Bramki        | Mecze  | Bramki | Mecze | Bramki |
| --------------------- | ------------------ | ------------------ | ----- | ------ | ------------- | ------------- | ------ | ------ | ----- | ------ |
| Odra Opole            | 2011/12            | III liga           | 2     | 0      | –             | –             | –      | –      | 2     | 0      |
| Odra Opole            | 2012/13            | III liga           | 7     | 0      | –             | –             | –      | –      | 7     | 0      |
| Odra Opole            | Ogólnie            | Ogólnie            | 9     | 0      | 0             | 0             | 0      | 0      | 9     | 0      |
| Valenciennes FC B     | 2013/14            | CFA 2              | 13    | 1      | –             | –             | –      | –      | 13    | 1      |
| Valenciennes FC B     | 2014/15            | CFA 2              | 3     | 0      | –             | –             | –      | –      | 3     | 0      |
| Valenciennes FC B     | Ogólnie            | Ogólnie            | 16    | 1      | 0             | 0             | 0      | 0      | 16    | 1      |
| Korona Kielce (wyp.)  | 2014/15            | Ekstraklasa        | 10    | 0      | –             | –             | –      | –      | 10    | 0      |
| GKS Bełchatów         | 2015/16            | I liga             | 22    | 1      | 2             | 0             | –      | –      | 24    | 1      |
| Olimpia Grudziądz     | 2016/17            | I liga             | 21    | 1      | 1             | 0             | –      | –      | 22    | 1      |
| GKS Katowice          | 2017/18            | I liga             | 27    | 2      | 1             | 0             | –      | –      | 28    | 2      |
| Jagiellonia Białystok | 2018/19            | Ekstraklasa        | 7     | 1      | 3             | 0             | –      | –      | 10    | 1      |
| Wisła Kraków          | 2018/19            | Ekstraklasa        | 10    | 0      | –             | –             | –      | –      | 10    | 0      |
| Wisła Kraków          | 2019/20            | Ekstraklasa        | 33    | 1      | –             | –             | –      | –      | 19    | 1      |
| Wisła Kraków          | Ogólnie            | Ogólnie            | 44    | 1      | 0             | 0             | 0      | 0      | 29    | 1      |
| Ogólnie w karierze    | Ogólnie w karierze | Ogólnie w karierze | 155   | 7      | 7             | 0             | 0      | 0      | 148   | 7      |

## Życie prywatne
Ojciec Klemenza był Afroamerykaninem, a matka Beata Polką. Trzy miesiące po urodzeniu przeprowadził się wraz z rodzicami do Głogówka.
14 kwietnia 2025 na stadionie Odry Opole został wraz z synem i przyjacielem napadnięty przez rasistowskich pseudo-kibiców.